# Kapitalismuskritik

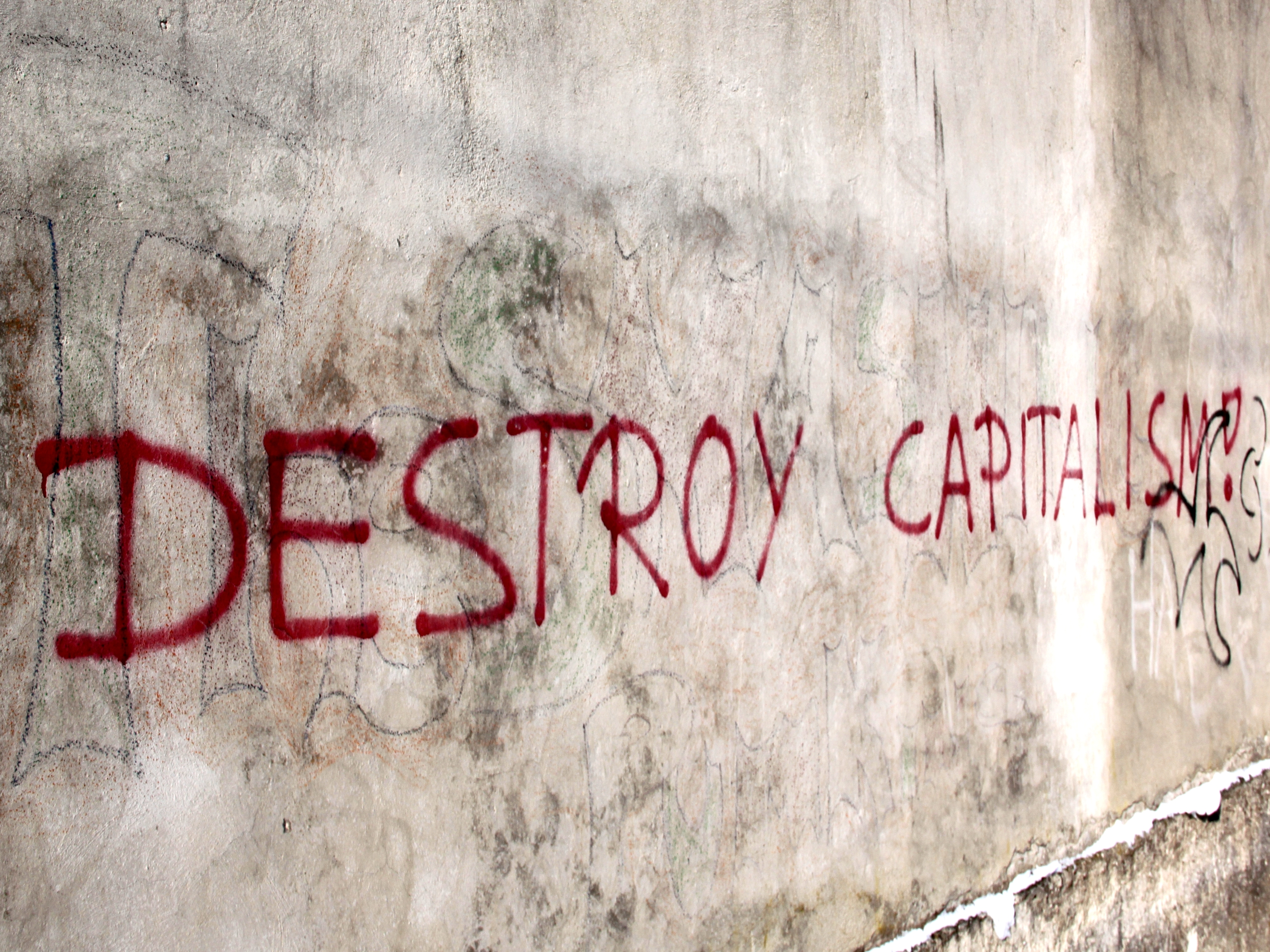
Graffiti „Destroy Capitalism!“ auf einer Fabrikmauer

Als Kapitalismuskritik werden Ansichten und Theorien bezeichnet, die die sich mit der Industrialisierung ausbreitende Wirtschaftsordnung, die auf Privateigentum, Marktwirtschaft, Kapitalakkumulation, abhängiger Lohnarbeit und dem individuellen Gewinnstreben beruht, grundsätzlich oder in einzelnen Aspekten kritisieren.
Kaum anders als der Kapitalismus selbst reicht die Geschichte der Kapitalismuskritik zurück bis ins 19. Jahrhundert. Die Kritik äußert sich an einzelnen Elementen des Kapitalismus wie Geld- und Zinswirtschaft, Privateigentum an Produktionsmitteln und Profitmaximierung sowie den ihnen zugeschriebenen Konsequenzen wie Ausbeutung und Verelendung der arbeitenden Klasse.
Praktische Kapitalismuskritik kann sich im Aufbau genossenschaftlich organisierter Unternehmen und Banken oder alternativer Wirtschaftsbereiche äußern sowie in der Teil- oder Vollübernahme von einzelnen Wirtschaftssegmenten durch Akteure, die weniger individuelles Gewinnstreben als am Gemeinwohl orientierte Aufgaben und Ziele verfolgen.
Kapitalismuskritik kann sich auf bestimmte Ausgestaltungen des Kapitalismus beziehen und Reformen des Systems anstreben, oder in Form des radikaleren Antikapitalismus eine Aufhebung bzw. Zerschlagung des Systems fordern. Die Kapitalismuskritik ist vor allem eine Domäne der politisch Linken. Aber auch im rechtspopulistischen und noch deutlicher im rechtsradikalen Spektrum finden sich kapitalismuskritische Positionen, dort jedoch meist verhaltener und eher in Andeutungen.

## Maschinenstürmer
Nach Edward P. Thompson können bereits die so genannten „Maschinenstürmer“ kapitalismuskritischen Strömungen zugerechnet werden. Mit der Veränderung der Arbeitswelt durch die Industrialisierung kam es vor allem in England (Luddismus), aber auch in anderen europäischen Ländern, zu Arbeiterbewegungen, deren Zielsetzung die Erhaltung ihrer Lebensgrundlagen darstellte. Dazu gehörte unter anderem die Zerstörung von Maschinen wie auch der Zusammenschluss zu organisierten Interessenvertretungen, im angelsächsischen Raum den „Guilds“ als Vorläufern der modernen Gewerkschaften. Nach Eric Hobsbawm dokumentiere der Maschinensturm keine Feindseligkeit der frühen Industriearbeiter gegen Maschinen als solche, vielmehr stelle er eine Rebellion gegen die Fabrikanten dar, die die Maschinen zur intensiveren Ausbeutung und Disziplinierung der Arbeitenden einsetzten.

## Frühsozialismus
Die sozialistische Kapitalismuskritik geht ursprünglich von einer Entfremdung durch die industrielle Revolution aus. Bereits die Utopischen Sozialisten wie Charles Fourier kritisierten den Kapitalismus und entwarfen utopische Gegenmodelle.
Fouriers Gegenspieler Robert Owen hingegen gilt als Begründer des Genossenschaftswesen und bemühte sich um praktische Lösungen für menschenwürdigere Arbeitsbedingungen und Formen des Zusammenlebens etwa in der von dem württembergischen Pietisten Johann Georg Rapp gegründeten Kommune (New) Harmony.

## Marxistisch inspirierte Kapitalismuskritik

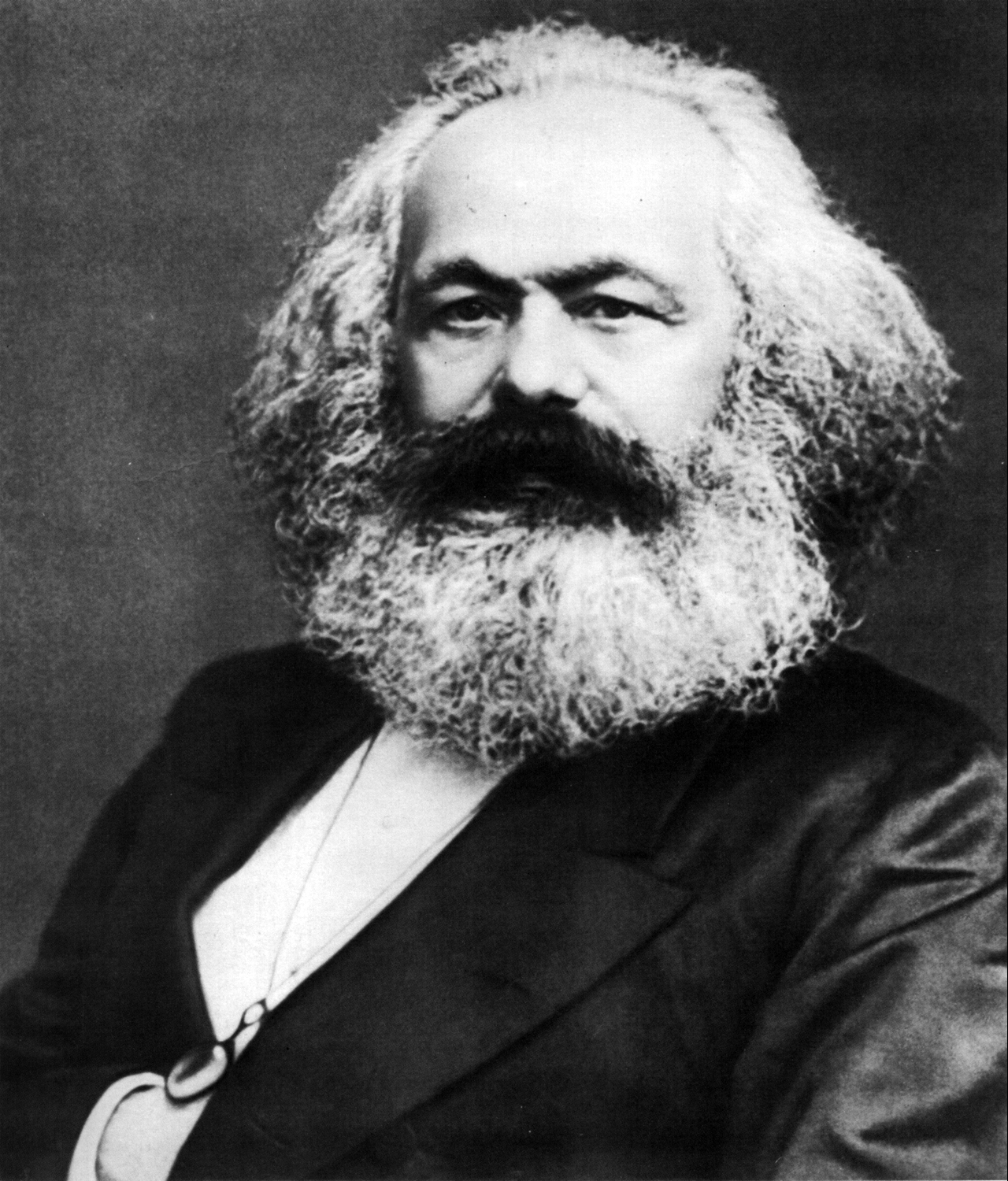
Karl Marx (1875)

### Marx und Engels
Karl Marx und Friedrich Engels beschreiben die kapitalistische Gesellschaft als Gesellschaft des Elends, der Ausbeutung und der Entfremdung.
Das Manifest der Kommunistischen Partei von 1848 sieht Globalisierung, Internationalisierung und Verstädterung als positiv an. Es enthält aber die grundsätzliche Aufforderung, den Kapitalismus durch den Sozialismus bzw. Kommunismus abzulösen, um die behaupteten Missstände zu beseitigen.
In seinen Frühschriften betont Marx besonders den Aspekt der Entfremdung. Im Kapitalismus könne ein Lohnarbeiter ohne Eigentum an Produktionsmitteln nicht frei über seine Arbeitskraft verfügen, sondern müsste sie nach den Vorgaben des Kapitalisten einsetzen, für den er arbeite. Die Güter, die er so produziere, erlebe der Arbeiter nicht mehr als seine eigenen, sondern als fremde; er könne sich in den Ergebnissen seiner eigenen Tätigkeit nicht wiedererkennen. Der Kapitalismus sei eine subtile Form der Knechtschaft, die sich auf eine scheinbare Freiheit stütze. Formell seien in der kapitalistischen Gesellschaft alle Mitglieder frei und rechtsgleich, de facto aber könnten Lohnarbeiter nur wählen, an wen sie ihre Arbeitskraft verkauften. Arbeit sei im Kapitalismus nicht eine Möglichkeit der Selbstverwirklichung, sondern ihrem Wesen nach Zwangsarbeit.
In seinem späteren Werk, insbesondere in seinem Hauptwerk Das Kapital, betont Marx vor allem den ausbeuterischen Charakter des Kapitalismus. Der Kapitalist vermehre sein Kapital durch die Ausbeutung fremder Arbeitskraft, da er dem Lohnarbeiter nur einen Teil des vom Arbeiter geschaffenen Wertes vergüte. Einen großen Teil des vom Arbeiter geschaffenen Wertes streiche der Kapitalist dagegen als Mehrwert ein, aus dem er seinen Profit schöpfe. Statt mit dem Fortschritt der Industrie seine Lage zu verbessern, werde der Arbeiter so zum Pauper, es komme zu einer allgemeinen Verarmung. Die Marxistische Krisentheorie geht davon aus, dass eine kapitalistische Wirtschaft periodisch von Krisen heimgesucht wird.

### Neomarxismus und Neue Linke
Die Kritische Theorie der Frankfurter Schule, zu deren wichtigsten Vertretern Max Horkheimer, Theodor W. Adorno und Herbert Marcuse zählen, entwickelte einen neuen Ansatz für eine Kapitalismuskritik (Neomarxismus). Die Kritische Theorie übte großen Einfluss auf die internationale Studentenbewegung von 1968 aus. Diese bezog sowohl gegen den Kapitalismus als auch gegen den Realsozialismus Stellung. In der Folgezeit der Studentenbewegung entstand in den 1970ern in der Bundesrepublik Deutschland die vielschichtige, so genannte Neue Linke. Diese Bewegung ist – neben anderen wie z. B. christlichen und konservativen – eine der Wurzeln der Partei Bündnis 90/Die Grünen. Teilweise wird auch die Terrororganisation RAF, die den Kapitalismus durch einen revolutionären Befreiungskampf zu überwinden suchte, zur Neuen Linken gezählt. Ihre gewaltsamen Aktionen richteten sich gegen „Repräsentanten des kapitalistischen westdeutschen Systems“. Weitere sozialistische Strömungen dieser Zeit waren die so genannten K-Gruppen, die am Stalinismus, dem Trotzkismus oder dem Maoismus ausgerichtet waren.

### Wertkritik
Wertkritik ist eine marxistische Strömung, die ausgehend von der Analyse der gesellschaftsbestimmenden Rolle des „Werts“ im Kapitalismus die gesellschaftlichen Zustände und Entwicklungen entwickelter kapitalistischer Staaten kritisch zu beschreiben versucht. Das Ziel der Kritik ist das Dasein der Wertform selbst, die Verwandlung von konkretem Nutzen in ein abstraktes Medium, das – weiterentwickelt zum „Kapital“ – Produktion, Konsum und fast alle Lebensbereiche bestimmt. Diese Verwertung wird durch das soziale Handeln erst verwirklicht, jedoch gibt es diesem Ziel und Form vor. Im Gegensatz zur von ihnen als „Arbeiterbewegungsmarxismus“ kritisierten Lesart interpretieren sie die Marx’sche Kritik der Ökonomie dahingehend, dass Marx die ökonomische Kategorie „Wert“ selber kritisiert, nicht nur die Verteilung des (Mehr-)Werts bzw. seine „ungerechte“ Aneignung durch die Kapitalisten.
Die meisten Wertkritiker vertreten eine Zusammenbruchstheorie, die sie aus der Marx’schen Schrift „Grundrisse zur Kritik der politischen Ökonomie“ entnehmen: da nur die Arbeitskraft Wert und damit Mehrwert schafft, die kapitalistische Produktionsweise aber durch die grenzenlose Steigerung der Arbeitsproduktivität immer mehr produktive Arbeit überflüssig mache, untergrabe der Kapitalismus seine eigenen Existenzbedingungen. Dies könne zwar durch Ausweitung der Produktion kompensiert werden. Ab einem gewissen Punkt, der historisch im Aufkommen der Mikroelektronik in den frühen 1970er-Jahren verortet wird, würden aber fortlaufend mehr produktive Arbeitsplätze vernichtet als in neuen Sektoren neue Arbeitsplätze entstehen würden. Die sich dadurch verstärkenden Probleme bei der „Verwertung des Werts“, also der Bildung von Mehrwert, könnten eine Zeitlang durch (öffentliche oder private) Kredite („virtuelles Kapital“) verdeckt werden, welche ein Wirtschaftswachstum aber nur simulieren könnten. Irgendwann müssten die dadurch entstehenden Finanzblasen platzen. Die Finanzkrise 2008/2009 wird in diesem Sinne gedeutet. Wichtige Vertreter dieser Richtung sind Robert Kurz, Moishe Postone, Franz Schandl und Eske Bockelmann.

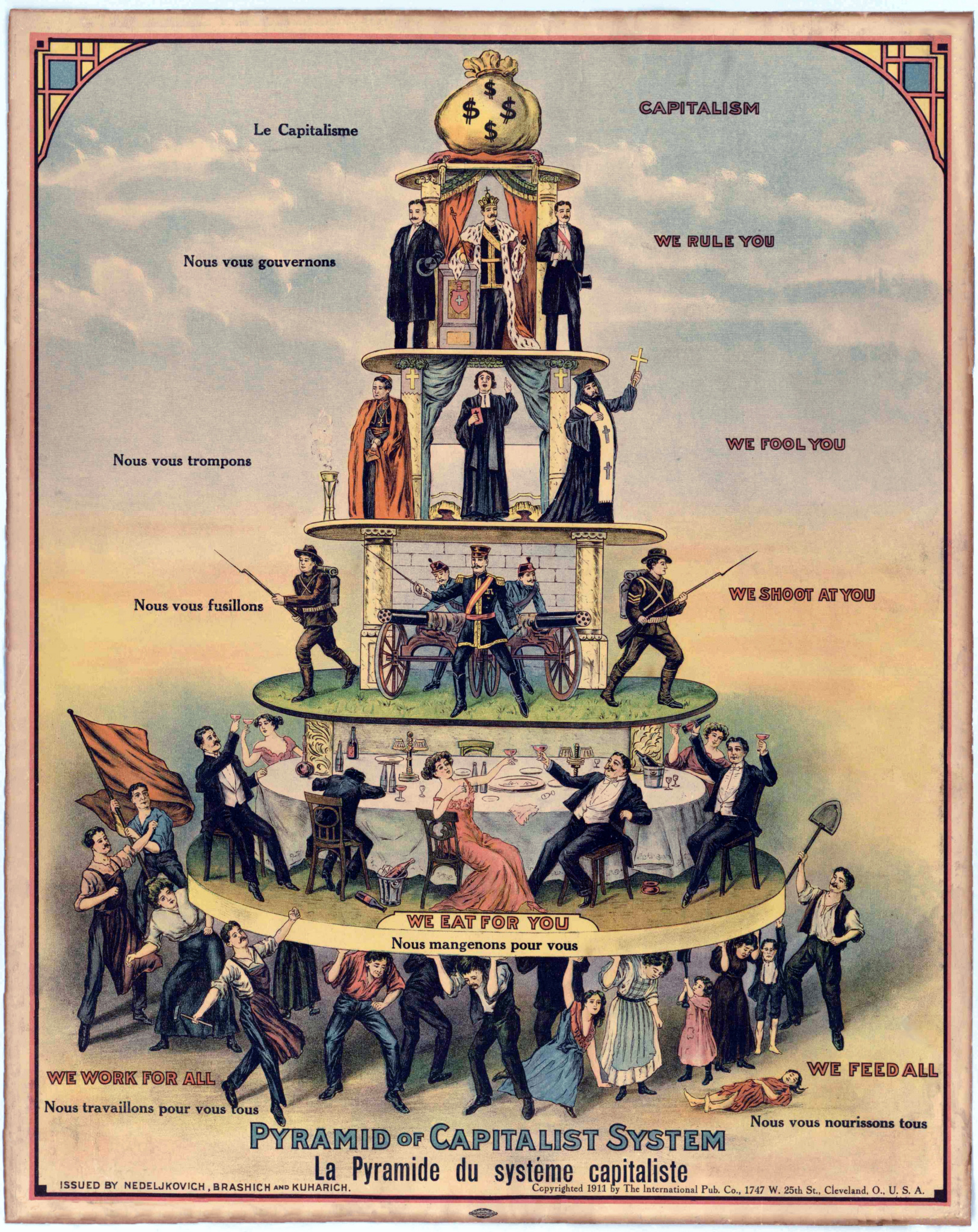
Plakat der IWW von 1911

## Gewerkschaften und Syndikalismus
Die gewerkschaftlichen Ansätze der Kapitalismuskritik beziehen sich in der Regel auf die sozialistische Analyse der gesellschaftlichen Verhältnisse. Allerdings sind die Schlussfolgerungen und Forderungen aus gewerkschaftlicher Perspektive eher auf eine reformistische Umsetzung einer gerechten Gesellschaft bedacht. Dazu gehört im Sozialstaatsmodell das Konsensprinzip, demzufolge Arbeitgeberverbände und Gewerkschaften als Verhandlungspartner entsprechend dem Tarifvertragsgesetz in der Aushandlung von Tarifverträgen eine Sozialpartnerschaft eingehen und damit eine Verantwortung für eine friedliche gütliche Einigung in Konfliktfällen anstreben sollen. Dieser Ansatz zielt in erster Linie auf einen pragmatischen, realistischen Ausgleich von Interessen.
Gegen dieses Modell der Sozialpartnerschaft stehen kapitalismuskritische Ansätze syndikalistischer und sozialistischer Gewerkschafter. Der Syndikalismus propagiert die Aneignung von Produktionsmitteln durch die Gewerkschaften, die dann auch an Stelle politischer Stellvertreter die Verwaltung organisieren. Ausreichende Stärke, um revolutionäre gesellschaftliche Veränderungen durchsetzen zu können, hatten solche Strömungen beispielsweise im Spanischen Bürgerkrieg.
Gewerkschaften treten in vielen Ländern auch selber als Wirtschaftsakteure auf, u. a. in den USA sind gewerkschaftlich organisierte Pensionsfonds und Rentenkassen in ihrer Anlagepolitik auch wichtige wirtschaftliche Faktoren.

## Kapitalismuskritik mit ökologischem Schwerpunkt
Seit der Entstehung der Umweltbewegung wird der Kapitalismus (bzw. der damit gleichgesetzte Industrialismus) auch aus ökologischer Perspektive kritisiert. In diesem Rahmen stehen vor allem die Gewinnmaximierung und der Zwang zum Wirtschaftswachstum in der Kritik, da darin ein Konflikt zwischen wirtschaftlicher Entwicklung und ökologischer Stabilität gesehen wird. In der 2006 erschienenen Generationenbilanz des Berlin-Institutes heißt es auf die Frage „Wer bringt dem Kapitalismus die Nachhaltigkeit bei?“: „Bislang gibt es auf diese Frage keine überzeugende Antwort, bestenfalls verschiedene Modelle, die allesamt fehlerhaft sind. Der derzeitige Kapitalismus basiert auf einer Kultur, die investiertes Kapital in Gewinn verwandelt, daraus neues Kapital erwirtschaftet, das unter steigender Produktivität weitere Gewinne und zusätzliches Kapital erbringt. Dieser Kapitalismus hat einen Haken – er funktioniert nicht ohne Wachstum. Er kennt nur das Anhäufen von Vermögen, das sich aus sich selbst vermehrt. Er kennt kein Zurück durch Schrumpfen.“
Die ökofeministische Soziologin Maria Mies beschreibt hingegen den Kapitalismus als patriarchales Konstrukt. Kapitalismus führe zu Kolonisation, die im übertragenen Sinne auch Frauen wie auch die Natur insgesamt beträfe. Dies wurde unter anderem von Camille Paglia zurückgewiesen, der zufolge amoralische, aggressive, pornographische Elemente und ungleiche Herrschaftsverhältnisse elementar zu menschlicher Kunst, Sexualität und Zivilisation gehörten.
Die Mitgründerin der Parteien Die Grünen und Ökologische Linke Jutta Ditfurth vertritt in ihrem Buch Entspannt in die Barbarei (1996) die These, „die kapitalistische Produktionsweise mit ihrer Profitlogik und ihrem Verwertungszwang“ sei auch „die Wurzel der Ausbeutung […] der Natur“. Die soziale Frage sei daher „nicht von den ökologischen Herausforderungen zu trennen“.
Der an den Universitäten von Hannover und Hildesheim lehrende Politik- und Sozialwissenschaftler Athanasios Karathanassis kritisiert in seinen Büchern Naturzerstörung und kapitalistisches Wachstum (2003) und Kapitalistische Naturverhältnisse (2015) die Verbräuche kapitalistischer Ökonomien als naturzerstörerisch und analysiert Ursachen des kapitalistischen Umgangs mit der Natur.
Der marxistisch orientierte Politologe Elmar Altvater kritisiert den Kapitalismus und das seiner Meinung dazugehörige Wirtschaftswachstum als nicht nachhaltig. Altvater hält das globale Ölfördermaximum für ein Vorzeichen des Endes des Kapitalismus.
Ernst Ulrich von Weizsäcker sieht die ökologische Problematik des Kapitalismus vor allem in der Ungeduld und Kurzfristigkeit der Renditerechnung. Sie würde der Zeit nicht gerecht, die die Ökologie benötigt. „Das Abholzen eines unwiederbringlichen Waldes erscheint in den Büchern als Gewinn, in der Natur als Verlust.“

## Christlich/Jüdische Kapitalismuskritik
Die christliche, insbesondere katholische Soziallehre etwa des Jesuiten Oswald von Nell-Breuning bemüht sich um eine übergeordnete Perspektive auf die ganze Bandbreite des Zusammenlebens von Menschen. Dabei werden dem Kapitalismus Grenzen durch eine Sozialethik gesetzt, die – neben theologischen Vorgaben – die Prinzipien der Personalität, des Gemeinwohls, der Solidarität und der Subsidiarität einbezieht. Im Falle der römisch-katholischen Kirche kommen auch die päpstlichen Lehrschreiben hinzu, die so genannten Sozialenzykliken, die auch soziale Fragen zentral ansprechen und dabei auch kapitalismuskritische Stellungnahmen abgeben.
Praktische Auswirkungen sind in der Gründung und dem Betrieb von christlichen Gewerkschaften, Handwerks- und Sozialverbänden (KAB, Kolpingwerk) und Organisationen und Institutionen der Wohlfahrtspflege (Caritas) und der Entwicklungshilfe (Misereor) zu finden. Innerkirchlich konnte sich eine radikal antikapitalistische Theologie der Befreiung nicht durchsetzen, prägte aber Aspekte der Soziallehre wie in der Option für die Armen.
Die evangelische Sozialethik ist im Sinne von Calvinismus, Quietismus und Pietismus individualistisch geprägt. Der protestantische Theologe und SPD-Abgeordnete Christoph Blumhardt (1842–1919) gehört zu den Mitbegründern des Religiösen Sozialismus als (kirchen-)politisch einflussreiche Richtung in Deutschland. Kapitalismuskritische Aspekte finden sich in gemeinsamen Stellungnahmen zu gesellschaftlichen und politischen Fragen der evangelischen Kirchen und liegen auch den Aktivitäten der evangelisch geprägten Sozial- und Entwicklungsverbände wie der Diakonie und Brot für die Welt zugrunde.
Wichtige Theoretiker des Kommunismus und Kritiker des Kapitalismus besaßen christliche und jüdische Wurzeln. So war Wilhelm Weitling, der als erster deutscher Theoretiker des Kommunismus gilt, ein Frühsozialist mit christlichen Überzeugungen. Friedrich Engels kam aus einer vom Pietismus auch in seinen radikalen Formen geprägter Umgebung. Engels bezog sich unter anderem auf die Eigentumslosigkeit der urchristlichen Gemeinden. Karl Marx’ Mentor Moses Hess referierte in frühkommunistischen Utopien und messianistischen Heilserwartungen auf christlich/jüdische Vorstellungen sozialkritischer Propheten wie Amos.
Die Idee des Kibbuz war eine genossenschaftliche Siedlung gleichberechtigter Mitglieder, in der das tägliche Leben kollektiv organisiert werden sollte. Dies lässt sich auch mit dem Sozialismus und den Gedanken von Karl Marx in Verbindung bringen.

## Postmoderne

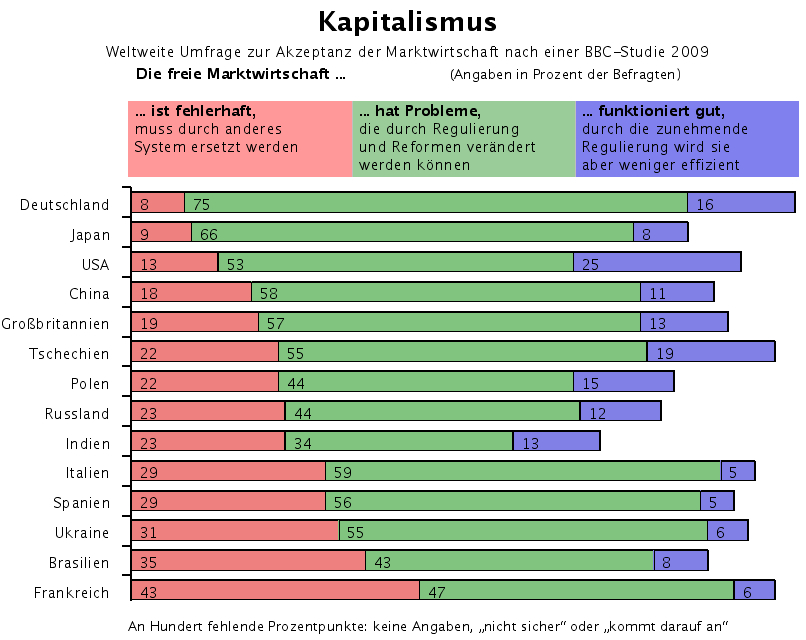
Kapitalismus-Umfrage der BBC im Jahre 2009: Wie schätzt die Bevölkerung verschiedener Länder die Zukunftsfähigkeit des Kapitalismus ein? Zum Teil deutliche Kritik.

Die postmodernen Ansätze brechen mit der orthodoxen Kritik des Kapitalismus als Wirtschaftssystem und verallgemeinern diese hin zu einer allgemeinen Kritik von Herrschaftsverhältnissen.
Nach den enttäuschenden Erfahrungen mit dem Realsozialismus entstanden infolge der 68er-Bewegung Strömungen einer postmodernen Philosophie (Dekonstruktivismus und Poststrukturalismus). Philosophen wie Gilles Deleuze, Jacques Derrida und Jean Baudrillard setzten sich kritisch sowohl mit dem Kapitalismus als auch mit den klassischen sozialistischen und kommunistischen Ansätzen auseinander. Sie kritisierten nicht selten den Kommunismus, besonders dogmatische marxistisch-leninistische Strömungen, und entwickelten darüber hinaus neue Sichtweisen.
Michel Foucault kritisiert den Kapitalismus einerseits als Freiheit begrenzende, Gewalt ausübende Disziplinargesellschaft (Panopticon), andererseits mit seinem Konzept der „Bio-Politik“, bei der das Subjekt und seine Lebensbedingungen den Interessen der Herrschenden unterworfen werden: „Für die kapitalistische Gesellschaft ist es die Biopolitik, die vor allem zählt, das Biologische, Somatische, Körperliche“. Jacques Derrida sagt, dass das von Liberalen verbreitete Reden vom Ende der Geschichte nicht verbergen kann, dass es in der „kapitalistischen Weltordnung“ millionenfaches Leid und furchtbare Not für viele Menschen gäbe. Es sei daher notwendig, Marx neu zu lesen, neu zu kritisieren und als Erbe den Marxismus völlig neu zu entwickeln.
Jean Baudrillard wendet sich wiederum allgemein gegen positivistische Geschichtsutopien (z. B. Faschismus, Kommunismus), aber er kritisiert den globalen Kapitalismus als eine Form der „ungeheuren Gewalt“, welche „mehr Opfer als Nutznießer“ schaffe und daher zivilisiert werden müsse, weil ansonsten im Kapitalismus „jeder nichtmonetäre Wert aufgehoben“ werden würde. „Die Abschaffung aller Regeln, genauer: die Reduzierung aller Regeln auf das Gesetz des Marktes ist das Gegenteil von Freiheit – nämlich deren Illusion. So altmodische und aristokratische Werte wie Würde, Ehre, Herausforderung, Opfer zählen darin nicht mehr.“ Gemäß der Kapitalismuskritik Baudrillards, die von der Sprachtheorie Ferdinand de Saussures beeinflusst ist, entferne sich der Signifikantenapparat des Kapitalismus und seiner Medienwirklichkeit von der Wahrheit und ermögliche so eine umfassende Manipulation und Verführung des Konsumenten. Im Kapitalismus bilde sich ein Raum „permanenter Simulation von Realität“, die in Hyperrealität münde.
Diese Ansätze wurden innerhalb einer akademischen Minderheit diskutiert, weniger in politischen Parteien, teils wegen ihrer theoretischen Komplexität, teils wegen ihres offenen Bruchs mit herkömmlichen Ansätzen der Kapitalismuskritik. Weitere neuere Ansätze in dieser Richtung finden sich z. B. bei Richard Sennett, Antonio Negri und Michael Hardt.
Nach Paglia sei „die Natur, nicht die Gesellschaft […] unser größter Unterdrücker“ und das Wirtschaftssystem nicht mit dem Geschlechterkonflikt und anderen Herrschaftsverhältnissen zu verwechseln. Die menschliche (apollinische) Kultur sei jedoch angehalten, der chthonischen Realität der Natur wie deren „Grausamkeit der Biologie und Geologie“ entgegenzustehen und entgegenzuwirken.

## Globalisierungskritik

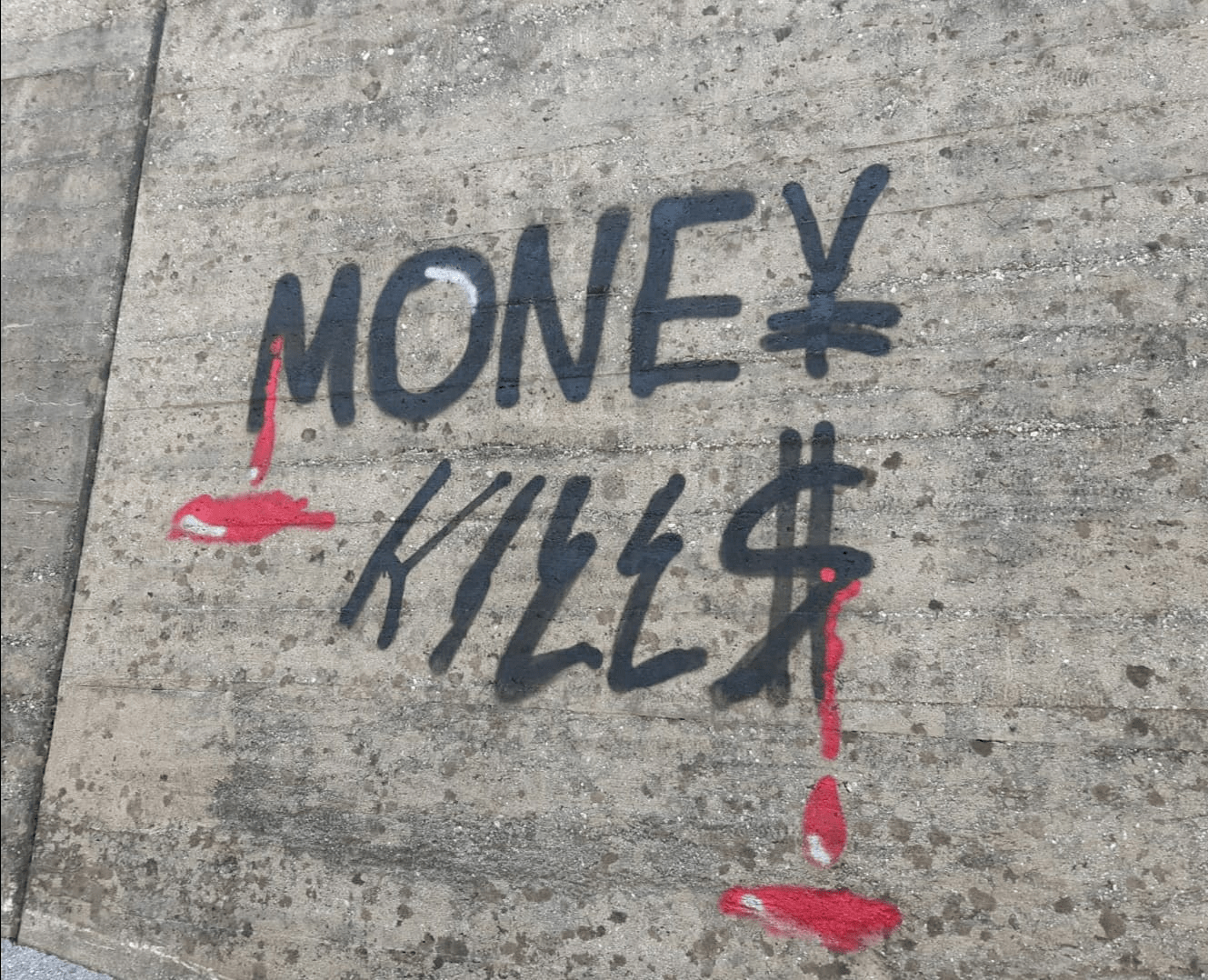
Ein antikapitalistisches Graffito

Mit der zunehmenden Globalisierung der Waren- und Finanzströme nach dem Zusammenbruch des Ostblocks formieren sich die kritischen Stimmen in vielfältigen globalisierungskritischen Bewegungen und Netzwerken. Sie konstatieren beispielsweise im forcierten Streben nach Wettbewerbsfähigkeit zwischen Staaten eine kritikwürdige „Beggar-thy-Neighbor-Politik“.

## Anarchistische Kapitalismuskritik
Der Anarchismus geht davon aus, dass mit dem Kapitalismus Herrschaft von Menschen über Menschen verbunden ist, aufgrund dessen sie ihn grundsätzlich ablehnen. Der Kapitalismus bedarf in ihren Augen eines Wohlstands- und Machtgefälles innerhalb der Gesellschaft, um zu funktionieren.
Anhänger des kommunistischen Anarchismus fordern einen vollständigen Bruch mit dem Kapitalismus und die Abschaffung des Geldes. Die direkte Entlohnung soll ersetzt werden durch den freien Zugang zum gemeinsamen Arbeitsprodukt. Peter Kropotkin, als einer der bedeutendsten Theoretiker des kommunistischen Anarchismus, wendet sich gegen den ökonomischen Wert im Allgemeinen; sei es Geld, Arbeit oder Ware. Er sieht das Privateigentum als Grund für Unterdrückung und Ausbeutung und schlägt stattdessen eine umfassende Kollektivierung vor.

Individualistische Anarchisten definieren Kapitalismus als eine Marktwirtschaft, in der sich privilegierte Gruppen mit Hilfe von staatlichen Interventionen auf Kosten der übrigen Gesellschaft bereichern und dadurch zu Reichtum gelangen. Im Kapitalismus würden Gruppen derjenigen, die großen Einfluss auf den Staat besäßen, mit Hilfe des Staates Rahmenbedingungen schaffen, die ihnen einen wirtschaftlichen Gewinn verschafften. Die sich aus dem geschaffenen Rahmen ergebenen Kosten sowie die Kosten zur Aufrechterhaltung der Rahmenbedingungen würden dabei zu einem großen Teil auf andere Gesellschaftsmitglieder abgewälzt. Jedes Übel des Kapitalismus werde so durch staatliche Eingriffe erzeugt. Kritisiert werden die schädliche Partnerschaft zwischen Staat und Großunternehmen, wobei der Staat zugunsten einflussreicher Unternehmen oder Organisationen interveniert (wie z. B. bei der Militärindustrie, im Bank- und Versicherungswesen oder im Pharmabereich), und diesbezügliche Privilegien und Monopole, unter anderem Geld-, Boden-, Zoll- und Patentmonopole.

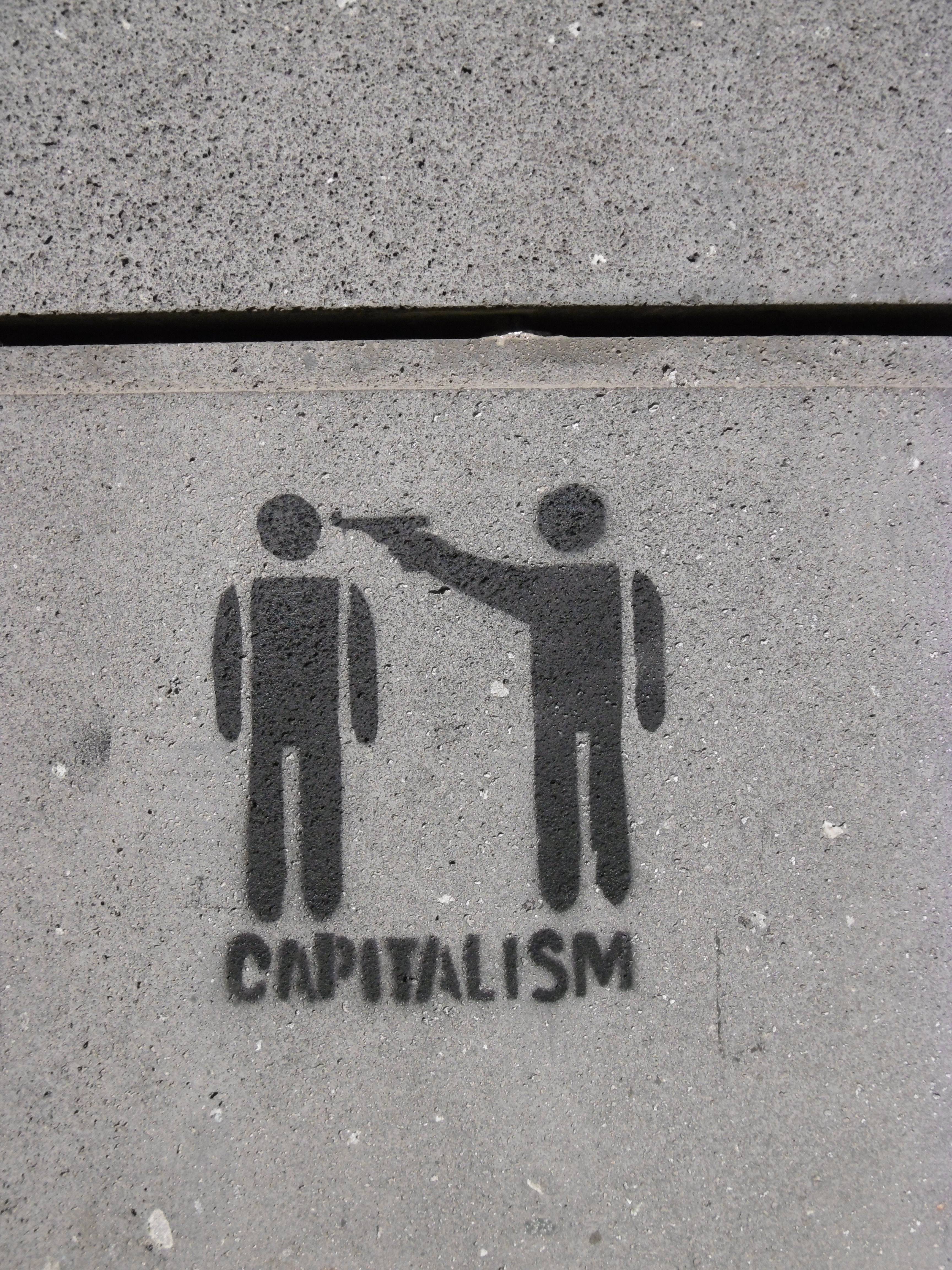
Politisches Schablonengraffiti

Im Mai 2016 organisierte das Haus Bartleby, Zentrum für Karriereverweigerung, überwiegend in Wien das Kapitalismustribunal, welches die Frage stellte: „Ist Kapitalismus ein Verbrechen?“ Das Tribunal wollte auch auf Grund spezifischer Falldarstellungen und Anklagen eruieren, „was in der Ökonomie nie wieder geschehen darf“. Für November 2016 sind die Verkündigung der Urteile und eine Wiener Deklaration angekündigt.

## Freiwirtschaftliche Kapitalismuskritik
Die von Silvio Gesell begründete Theorie der Freiwirtschaft definiert Kapitalismus als ein System, in dem die Möglichkeit besteht, sich allein durch den Besitz von Geld oder Boden ein arbeitsfreies Einkommen (Kapitaleinkommen) auf Kosten der Mehrarbeit anderer zu verschaffen. Insofern verfolgte Gesell zunächst ähnliche Gedanken wie Karl Marx. Ein großes Problem des Kapitalismus sei nach Gesell, dass nicht benötigtes Geld durch seinen jeweiligen Besitzer beliebig „zurückgehalten“ (also aus dem Umlauf genommen) werden könne, ohne dass er dadurch benachteiligt würde. Laut der Theorie der Freiwirtschaft falle die Rendite bei steigender Kapitalausstattung. Eine Investition, deren Rendite unter der Liquiditätsprämie des Geldes ist, lohne sich nicht, und langfristige Investitionen würden unterbleiben (Liquiditätsfalle). Zu Gesells Ideen gab es im 20. Jahrhundert nur wenige praktische Versuche einer Freigeldwirtschaft oder in sogenannten Tauschringen. Sie finden sich aber teilweise bis heute in den Konzepten der Wohnungsbaugenossenschaften. Mit Beginn der Weltwirtschaftskrise ab 2007 wurde die Idee des umlaufgesicherten Geldes an verschiedenen Stellen erneut aufgegriffen. EZB-Direktoriumsmitglied Benoît Cœuré hielt am 9. März 2014 vor der Geldmarkt-Kontaktgruppe der EZB die Rede Life below zero: Learning about negative interest rates (Leben unter null: Über negative Zinsen lernen). Darin erklärte er, dass die Idee negativer Zinsen oder der „Besteuerung des Geldes“ auf Silvio Gesell zurückgehe, der von John Maynard Keynes „ein seltsamer, zu Unrecht übersehener Prophet“ genannt wurde.

## Anthroposophische Kapitalismuskritik
Die von Rudolf Steiner begründete Anthroposophie hatte Einfluss auf alternative, nichtkapitalistische Wirtschafts- und Lebensweisen. Anthroposophische Gesellschaftsentwürfe wie die Soziale Dreigliederung Steiners forderten eine zunehmende Einbeziehung von Betrieben in kollektiver Selbstverwaltung wie auch eine stärkere Ausrichtung der Gesellschaft nach künstlerisch ästhetischen statt kapitalistischen Vorgaben. Eine explizite Kritik am Kapitalismus bildete sich jedoch erst in neuerer Zeit heraus, zum Beispiel durch die Soziale Plastik von Joseph Beuys. Dabei finden sich ähnliche Ansätze wie in der ökologischen Kritik. Die taz schrieb 2001: „So wollte es der erweiterte Kunstbegriff: Raus aus der Nische, 7.000 Eichen pflanzen und Honig in die Politik pumpen!“
Neben etlichen anthroposophisch beeinflussten „alternativen“ Organisationen und Wirtschaftsverbänden – so im Schulwesen mit den Waldorfschulen und in der Landwirtschaft mit der biologisch-dynamischen Wirtschaftsweise – stellt die anthroposophische GLS Gemeinschaftsbank – zeitweise auch die Ökobank – eine wichtige wirtschaftliche Grundlage für die Alternativbewegung dar.

## Nationalsozialistische und spätere rechtsextreme Kapitalismuskritik
Gottfried Feder, ein Wirtschaftstheoretiker und Politiker der DAP und später NSDAP, forderte 1919 „unter der Parole Brechung der Zinsknechtschaft die Verstaatlichung der Banken und die Abschaffung des Zinses“. Feder unterschied zwischen einem „schaffenden“ Kapital (Gewerbe- und Agrarkapital) und einem „raffenden“ Kapital (Handels- und Finanzkapital). Das schaffende Kapital diene dabei Volk und Vaterland, während das raffende Kapital, das er vor allem mit dem Judentum assoziierte, rein egoistische Ziele verfolge. Weiter ging die Kapitalismuskritik der Gruppe um Otto Strasser. Strasser hielt den Nationalsozialismus vor allem „für die große Antithese des internationalen Kapitalismus, der die vom Marxismus geschändete Idee des Sozialismus als der Gemeinwirtschaft einer Nation zugunsten dieser Nation durchführt und jenes System der Herrschaft des Geldes über die Arbeit bricht.“ Forderungen dieser Strömung waren u. a. die Verstaatlichung von Industrie und Banken sowie eine enge Anlehnung Deutschlands an die Sowjetunion. Beim Röhm-Putsch wurden zentrale Vertreter dieser antikapitalistischen Strömung innerhalb der NSDAP ausgeschaltet und spielten fortan keine Rolle mehr in dessen Politik. Faktisch zeigten sich im „Dritten Reich“ denn auch enge Verknüpfungen zwischen den politischen Machthabern und der privatwirtschaftlichen Großindustrie, wovon die IG Farben nur das bekannteste Beispiel ist. Einige Elemente nationalistischer Kapitalismuskritik wie die Verschwörungstheorie von den USA als einer von der „jüdischen Ostküste“ beherrschten Nation wurden auch übergreifend weiter verwendet, ebenfalls von Rechtsextremen in den USA (etwa in der American Nazi Party).
Seit dem Amtsantritt von Udo Voigt als Vorsitzender der rechtsextremen Nationaldemokratischen Partei Deutschlands 1996 entwickelte sich diese zu einer aggressiv-antikapitalistischen Kraft und öffnete sich verstärkt neonazistischen Positionen. Versuche, eine Kapitalismuskritik mit rechten Elementen (Querfrontansätze) zu verbinden, werden vor allem in Russland unternommen, so etwa vom prominenten Schriftsteller Eduard Weniaminowitsch Limonow.

## Wege aus dem Kapitalismus
Überlegungen darüber, wie der Kapitalismus überwunden und eine postkapitalistische Gesellschaftsordnung beschaffen sein könnte, haben Erik Olin Wright und eine Reihe kritischer Autorinnen und Autoren (Nancy Fraser, Colin Crouch, Joseph Vogl, Claus Offe und Wolfgang Streeck) angestellt. Ihre Antworten fallen erwartungsgemäß sehr unterschiedlich aus. Während Crouch, Vogl und Offe keine Anzeichen für ein Ende des Kapitalismus sehen, konstatieren Fraser vorsichtig und Streeck nachdrücklich dessen Ende. Frasers Erwartung, dass der globale Kapitalismus durch die krisenhaften Tendenzen am Ende destabilisiert werde und durch emanzipatorische Gegenbewegungen in eine postkapitalistische Sozialordnung transformiert werden könnte, bleibt mehr normative Hoffnung als Gewissheit. Mit einem Plädoyer für eine neue Politik, die auf die „Wiederbelebung des Sozialen gegen das Ökonomische hinausliefe“ skizziert Streeck seine Vorstellungen einer postkapitalistischen Gesellschaftsordnung, basierend auf einem Rückzug der Staaten vom zentralistisch-europäischen „Irrweg“ auf nationale Sozialstaatlichkeit keynesianischer Prägung. Der amerikanische Soziologe Wright argumentiert in seinen Schlussfolgerungen, dass der Kapitalismus überleben wird, „solange keine gangbare Alternative zu ihm aktiv auf die historische Tageordnung gesetzt wird, in der Bevölkerung breite Unterstützung erfährt und mit einer politischen Bewegung einhergeht, die diese Unterstützung in politische Macht zu übertragen vermag.“

### Primärliteratur

#### Marx und Engels
- Karl Marx: Das Kapital. Kritik der politische Ökonomie. 1867 (mlwerke.de [abgerufen am 20. März 2008]).

#### Marxistisch inspirierte Kapitalismuskritik
- Bini Adamczak: Kommunismus. Kleine Geschichte, wie endlich alles anders wird. Unrast, Münster 2004, ISBN 3-89771-430-2.
- Elmar Altvater: Was heißt und zu welchem Ende betreiben wir Kapitalismuskritik? In: Blätter für deutsche und internationale Politik. Band 4, 2006, S. 457–468 (osi-club.de [PDF; 387 kB] Abschiedsvorlesung vom 18. Januar 2006).
- Guy Debord: Die Gesellschaft des Spektakels, edition tiamat, Berlin 1996
- Georg Fülberth und Michael R. Krätke: Neun Fragen zum Kapitalismus. Karl Dietz Verlag, Berlin 2007, ISBN 978-3-320-02102-3.
- Michael Heinrich: Kritik der politischen Ökonomie. Eine Einführung. Schmetterling Verlag, 2004 (Internet Archive (Memento vom 15. Juni 2006 im Internet Archive) [abgerufen am 21. März 2008]).
- Smail Rapic (Hrsg.): Wege aus dem Kapitalismus? Autorengespräche mit Colin Crouch, Nancy Frazer, Claus Offe, Wolfgang Streeck und Joseph Vogl. Nomos, Baden-Baden 2023, ISBN 978-3-495-48987-1.
- Michel Vakaloulis, Jean-Marie Vincent und Pierre Zarka,: Vers un nouvel anticapitalisme. Pour une politique d'émancipation (coll. « Questions d'époque »). Éditions du Félin, 2003, ISBN 2-86645-519-3.

#### Wertkritik
- Eske Bockelmann: Im Takt des Geldes. Zur Genese des modernen Denkens. zu Klampen, 2004, ISBN 3-934920-37-3.
- Robert Kurz: Schwarzbuch Kapitalismus. Ein Abgesang auf die Marktwirtschaft. Ullstein, München 2001, ISBN 3-548-36308-3.
- Moishe Postone: Zeit, Arbeit und Herrschaft. Ça Ira, 2003.

#### Postmoderne
- Jacques Derrida: Marx' Gespenster. Suhrkamp, Frankfurt am Main 2004, ISBN 3-518-29259-5.
- Gilles Deleuze und Félix Guattari: Kapitalismus und Schizophrenie I: Anti-Ödipus. Suhrkamp, 2008, ISBN 978-3-518-27824-6.

#### Nationalsozialismus
- Otto Strasser: Aufbau des deutschen Sozialismus. Wolfgang Richard Lindner Verlag, Leipzig 1932.

#### Katholizismus
- Pax Christi Kommission Weltwirtschaft (Hrsg.): Der Gott Kapital: Anstöße zu einer Religions- und Kulturkritik. 2. Auflage. Lit Verlag, 2006, ISBN 3-8258-9316-2.
- Reinhard Marx: Das Kapital, Ein Plädoyer für den Menschen. Knaur, München 2010, ISBN 978-3-426-78360-3.

#### Islam
- Maxime Rodinson: Islam und Kapitalismus. Suhrkamp, 1996, ISBN 3-518-28184-4.

#### Kapitalismuskritik mit ökologischem Schwerpunkt
- Ulrich Brand (Politikwissenschaftler), Markus Wissen: Kapitalismus am Limit: Öko-imperiale Spannungen, umkämpfte Krisenpolitik und solidarische Perspektiven. oekom verlag, München 2024, ISBN 978-3-9872606-5-0.
- Elmar Altvater: Das Ende des Kapitalismus, wie wir ihn kennen – Eine radikale Kapitalismuskritik. 7. Auflage. Westfälisches Dampfboot, 2007, ISBN 978-3-89691-627-3.
- Jutta Ditfurth: Entspannt in die Barbarei: Esoterik, (Öko-)Faschismus und Biozentrismus. Konkret Literatur, 2002, ISBN 3-89458-148-4.
- Athanasios Karathanassis: Naturzerstörung und kapitalistisches Wachstum. Ökosysteme im Kontext ökonomischer Entwicklungen. Verlag für das Studium der Arbeiterbewegung, Hamburg 2003, ISBN 3-89965-018-2.
- Maria Mies: Patriarchat und Kapital. Rotpunktverlag, Zürich 1996, ISBN 3-85869-050-3.

#### Keynesianische und liberale Neoliberalismuskritik
- Ronald Barazon: Kampf dem Kapitalismus. Ecowin Verlag, Salzburg 2006, ISBN 3-902404-30-2.
- Ha-Joon Chang: 23 Lügen, die sie uns über den Kapitalismus erzählen. C. Bertelsmann, München 2010, ISBN 978-3-570-10060-8.
- Colin Crouch: Das befremdliche Überleben des Neoliberalismus. Postdemokratie II. Suhrkamp, Berlin 2011, ISBN 978-3-518-42274-8.
- Colin Crouch: Jenseits des Neoliberalismus. Ein Plädoyer für soziale Gerechtigkeit. Passagen, Wien 2013, ISBN 978-3-7092-0067-4.
- Nouriel Roubini: Crisis Economics. Das Ende der Weltwirtschaft und ihre Zukunft. Campus, Frankfurt/New York 2010, ISBN 978-3-593-39102-1.
- Joseph E. Stiglitz: Im freien Fall. Vom Versagen der Märkte zur Neuordnung der Weltwirtschaft. Siedler, München 2010, ISBN 978-3-88680-942-4.

#### Feministische Kapitalismuskritik
- Brigitte Aulenbacher, Birgit Riegraf, Susanne Völker: Feministische Kapitalismuskritik. Westfälisches Dampfboot, Münster 2015, ISBN 978-3-89691-679-2.

### Sekundärliteratur
- Johannes Berger: Kapitalismusanalyse und Kapitalismuskritik. In: Andrea Maurer (Hrsg.): Handbuch der Wirtschaftssoziologie. VS Verlag für Sozialwissenschaften, Wiesbaden 2008, ISBN 978-3-531-15259-2.
- Albrecht Langner (Hrsg.): Katholizismus, konservative Kapitalismuskritik und Frühsozialismus bis 1850. Schöningh, München 1975.
- Werner Plumpe: Ökonomiekolumne. Die Konjunkturen der Kapitalismuskritik. In: Merkur. Deutsche Zeitschrift für europäisches Denken. Nr. 757, 6. Jg., Juni 2012, S. 523–530.
- Jan Ross: Fegefeuer des Marktes. In: Die Zeit. Nr. 30/2005 (mit Links zu anderen Beiträgen aus der „Kapitalismusserie“ der Wochenzeitung)

- Peter Schallmayer: Kapitalismuskritik. Theorie und Praxis bei Marx, Nietzsche, Mann, Müntefering und in der Heuschreckendebatte. Königshausen & Neumann, Würzburg 2009, ISBN 978-3-8260-4070-2.

### Kritik der Kapitalismuskritik
- Ludwig von Mises: Die Wurzeln des Antikapitalismus. European Center of Austrian Economics, 2007, ISBN 978-955-1518-01-1 (Erstausgabe:  1956).
- Avraham Barkai: Der Kapitalist. In: Julius H. Schoeps, Joachim Schlör (Hrsg.): Bilder der Judenfeindschaft. Antisemitismus - Vorurteile und Mythen. Piper Verlag, Augsburg 1999, ISBN 3-8289-0734-2.
- Roland Baader: Das Kapital am Pranger: Ein Kompass durch den politischen Begriffsnebel. Resch, Gräfelfing 2005, ISBN 3-935197-45-4.
- Steffen Roth: Free economy! On 3628800 alternatives of and to capitalism. In: Journal of Interdisciplinary Economics Nr. 2, 27. Jg., Juni 2015, S. 107–128 ().
- Rainer Zitelmann: Die 10 Irrtümer der Anti-Kapitalisten. Zur Kritik der Kapitalismuskritik. FinanzBuch Verlag, München 2022.